# 596 Scheila
596 Scheila
596 Scheila là một tiểu hành tinh ở vành đai chính. Nó được August Kopff phát hiện ngày 21.2.1906 ở Heidelberg và được đặt theo tên Scheila, một sinh viên Anh học ở đại học Heidelberg, bạn của August Kopff